# بينافر

بلدية بينافر (بالإسبانية: Benafer)‏، هي إحدى بلديات مقاطعة كاستيلون التي تقع في منطقة بلنسية، في شرق إسبانيا.
يبلغ عدد سكانها 167 نسمة وفقاً لإحصائية سنة (2006).